# Argiope comorica
Argiope comorica är en spindelart som beskrevs av Bjorn 1997. Argiope comorica ingår i släktet Argiope, och familjen hjulspindlar. Inga underarter finns listade.